# Генрих V Брюхатый
Генрих V Брюхатый (пол. Henryk V Brzuchaty, 1245/1250 — 22 февраля 1296), также известный под прозвищами Грубый и Толстый — князь яворский (1273—1278), легницкий (с 1278), вроцлавский (с 1290).

## Биография

### Молодые годы
Генрих был старшим сыном легницкого князя Болеслава II Рогатки и Хедвиг Ангальтской. О его молодых годах ничего не известно; первое упоминание о нём относится к 1264 году, когда он был посвящён в рыцари при дворе чешского короля Пржемысла Отакара II. В 1273 году отец выделил ему в самостоятельное управление Яворское княжество.
В 1277 году Болеслав II Рогатка выступил союзником короля Германии Рудольфа I и захватил в плен вроцлавского князя Генриха IV Пробуса. Этот поступок возмутил как вроцлавское дворянство, так и правителей соседних территорий; коалицию против Болеслава возглавили великопольский князь Пшемысл II и Генрих III Глоговский. Во время битвы под Столецем, необычайно кровавой по средневековым меркам, Болеслав, не выдержав напряжения боя, бежал с частью войск, но Генрих V, возглавив оставшиеся войска, одержал победу и захватил в плен Пшемысла II и Генриха III.

### Князь Легницкий
В 1278 году умер Болеслав II Рогатка и три его сына разделили его владения между собой. Генрих отдал Яворское княжество младшим братьям Болеславу и Бернарду, а себе оставил Легницкое княжество и полученный в результате войны 1277 года с Генрихом IV Пробусом город Сьрода-Слёнска.
Став князем, Генрих продолжал политику отца и противостоял прочим силезским князьям. В 1281 году он совершил крупную ошибку, приняв приглашение Генриха IV Пробуса на съезд князей в Садовеле. Там Генрих IV бросил в темницу его, а также бывших союзников Генриха III Глоговского и Пшемысла II Великопольского, чтобы получить от них политические уступки. На свободу он вышел лишь в обмен на признание Генриха IV Пробуса князем Вроцлавским. Однако сразу после освобождения Генрих V начал налаживать контакты с чешским правителем Вацлавом II, также предъявлявшим права на эти земли.

### Князь Вроцлавский. Война с Генрихом Глоговским
В 1290 году неожиданно умер Генрих IV Пробус. В завещании он объявил своим преемником во Вроцлаве Генриха III Глоговского, но против этого решения восстала вроцлавская знать, которая боялась, что тот станет слишком сильным правителем. Вместо этого вроцлавская знать пригласила на престол Генриха V, рассчитывая, что тот будет слабым правителем, который не будет проводить самостоятельную политику. Однако Генрих III решил получить своё наследство силой, и между двумя Генрихами началась война, во время которой оспариваемые территории несколько раз переходили из рук в руки. 
Генрих V приказал казнить за убийство Пакослава Здзешица, но оставил при дворе его сына Лутка. 11 ноября 1293 года Лутек Здзешиц предал его и выдал Генриху III Глогувскому, который полгода продержал его в темнице. За своё освобождение Генриху V пришлось заплатить выкуп в 30 тысяч марок, а также отдать Генриху III города Намыслув, Берутув, Олесница, Ключборк, Бычина, Волчин, Олесно, Хойнув и Болеславец. Пока Генрих V находился в плену, княжеством управлял в качестве регента его брат Болеслав, и после освобождения Генрих V передал ему в 1291 году в благодарность за помощь города Свидница, Зембице, Зомбковице-Слёнске и Стшелин.

### Смерть и завещание
Во время заключения Генрих был заперт в железной клетке, и это сильно подорвало его здоровье. Вскоре после освобождения он сильно заболел. Опасаясь за будущее своего княжества, он в 1294 году решил отдаться под защиту Святого Престола.
Генрих V Брюхатый умер в 1296 году и был похоронен в монастыре клариссинок во Вроцлаве. Так как его сыновья в это время были несовершеннолетними, опекуном княжества стал его брат Болеслав.

## Семья и дети
Примерно в 1273 году Генрих женился на Елизавете (Эльжбете) — дочери Болеслава Набожного. У них было восемь детей:
- Ядвига (1277/1282 — 1343/1347), жена Оттона, второго сына Оттона V, маркграфа Бранденбурга.
- Евфимия (1278/1283 — 1347), жена Оттона II (III), графа Горицкого и Тирольского, герцога Каринтийского
- Анна (1284—1343), аббатиса монастыря Святого Клары во Вроцлаве
- Эльжбета (1280/1290 — 1357/1358), аббатиса монастыря Святого Клары во Вроцлаве
- Елена (1285/1293 — после 1299), монахиня монастыря Святой Клары в Гнезно
- Болеслав III Расточитель (1291—1352), князь Вроцлавский и Легницкий (1296-1311), князь Бжегский (1311-1352); муж 1) с 1308/1310 года Маркеты, дочери Вацлава II, короля Чехии и Польши 2) с 1326 года Катарины, дочери Младена III Шубича, бана Боснии
- Генрих VI Добрый (1294—1335), князь Вроцлавский (1296-1335) и Легницкий (1296-1311, 1312-1342); муж Анны, дочери короля Германии Альбрехта I
- Владислав (1296 — после 1352), князь Легницкий (1311-1312)